# Kecamatan Glumpang Tiga
Kecamatan Glumpang Tiga (indonesiska: Glumpang Tiga) är ett distrikt i Indonesien.   Det ligger i provinsen Aceh, i den västra delen av landet, 1 700 km nordväst om huvudstaden Jakarta.